# Arge
Hylotoma
Genre
Synonymes
- Hylotoma Latreille 1802

Arge est un genre d'insectes de la famille des Argidae. Il regroupe des hyménoptères symphytes dont certains sont appelés tenthrèdes.

## Classification
Le genre Arge est décrit par Franz von Paula Schrank en 1802

### Synonyme
Ce genre a un synonyme : Hylotoma Pierre-André Latreille 1802.

## Liste d'espèces
Selon ITIS (26 juillet 2020) :
- Arge humeralis (Beauvois)
- Arge pectoralis (Leach)

### Espèces rencontrées en Europe
Selon Fauna Europaea (11 août 2014) :
- Arge auripennis Konow 1891
- Arge beckeri (Tournier 1889)
- Arge berberidis Schrank 1802
- Arge caucasica Tournier 1889
- Arge ciliaris (Linnaeus 1767)
- Arge cyanocrocea (Forster 1771)
- Arge dimidiata (Fallén 1808)
- Arge enodis (Linnaeus 1767)
- Arge frivaldszkyi (Tischbein 1852)
- Arge fuscipennis (Herrich-Schäffer 1833)
- Arge fuscipes (Fallén 1808)
  - Arge fuscipes expansa (Klug 1834)
  - Arge fuscipes fuscipes (Fallén 1808)
- Arge gracilicornis (Klug 1814)
- Arge melanochra (Gmelin 1790)
- Arge metallica (Klug 1834)
- Arge nigripes (Retzius 1783)
  - Arge nigripes alpina (Konow 1884)
  - Arge nigripes nigripes (Retzius 1783)
- Arge ochropus (Gmelin 1790) - Hylotome du rosier ou Tenthrède défeuillante du rosier
- Arge pagana (Panzer 1798) - Tenthrède du Rosier ou Mouche à scie villageoise
  - Arge pagana pagana (Panzer 1798)
  - Arge pagana stephensii (Leach 1817)
- Arge pallidinervis Gussakovskij 1935
- Arge pleuritica (Klug 1834)
- Arge pullata (Zaddach 1859)
- Arge rustica (Linnaeus 1758)
- Arge scita (Mocsáry 1880)
- Arge shawi Liston 1992
- Arge simulatrix Konow 1887
- Arge sorbi Schedl & Pschorn-Walcher 1984
- Arge stecki Benson 1939
- Arge tergestina (Kriechbaumer 1876)
- Arge thoracica (Spinola 1808)
- Arge ustulata (Linnaeus 1758)

### Autre espèce
- Arge similis (Vollenhoven, 1860)

### Publication originale
- Schrank, Franz von Paula, 1747-1835 et Charles Wallace Richmond, « Favna Boica : durchgedachte Geschichte der in Baiern einheimischen und zahmen Thiere », Fauna boica : durchgedachte Geschichte der in Baiern einheimschen und zahmen Thiere /, Nuremberg, Inconnu,‎ 1803 et 1798, p. 1-412 (OCLC 9304013, DOI 10.5962/BHL.TITLE.44923). .